# ハンス・カール・フォン・ヴェアテルン
ハンス・カール・フライヘア・フォン・ヴェアテルン（ドイツ語: Hans Carl Freiherr von Werthern、1953年8月4日 - ）ドイツ出身の外交官。西ドイツ時代の1984年に外務省に入省して以来一貫して外交畑を歩んでおり、様々な職務を歴任した後、2014年から2019年にかけて駐日ドイツ大使を務めた。

## 略歴
- 1953年 - ビューデスハイム生まれ[2]
- 1979年 - マインツ大学経済学修士号取得[2]
- 1984年 - 外務省入省[3][2]
- 1985年 - マインツ大学経済学博士号取得[3]
- 1987年 - 駐ベトナム大使館公館次席（英語版）[4]
- 1990年 - NATO代表部政治課[4]
- 1992年 - 外務省研修所上級職研修班長代理（Stv. Ausbildungsleiter für den Höheren Dienst）[2]
- 1994年 - 駐パラグアイ大使館公館次席[4]
- 1997年 - 外務省西欧課（Westeuropa-Referats）課長代理[2]
- 2000年 - 自由民主党連邦議会会派（ドイツ語版）欧州政策担当[2]
- 2004年 - 外務省「日本におけるドイツ年2005/2006」（Deutschland in Japan 2005/2006）準備室長[2]
- 2005年 - 外務省東アジア課（Ostasienreferats）課長[2]
- 2007年 - 駐中国大使館文化参事官[5]、政治部長[4]、公使[2]。当時は中国語の名前「魏翰楷」（ウェイ・ハンカイ）を付ける[1]。
- 2010年 - 外務省中央局（Zentralabteilung）局長代理（人事担当）[2]
- 2011年 - 外務省中央局長[2]
- 2014年 - 駐日ドイツ大使（2019年6月30日まで在任[6]）[2]